# Piensa
«Piensa» es una canción interpretada por la banda chilena Kudai. Se lanzó el 4 de mayo de 2018 como el sencillo principal de su álbum Laberinto (2019).

## Antecedentes y lanzamiento
Luego de 11 años desde su último álbum de estudio Nadha, Kudai regresó a la música tras publicar el sencillo «Aquí estaré». Tiempo después comentaron que estaban trabajando en un nuevo material discográfico como reencuentro y con sus integrantes originales. El tema fue lanzado el 4 de mayo de 2018, como el sencillo principal del álbum Laberinto (2019). 

## Composición
La pista fue escrita por Gerardo López, Alejandro Sergi, Sebastián Schon, bajo la producción de López. El tema cuenta con sonidos electrónicos y el uso de sintetizadores. Sobre el género musical Pablo Holman comentó: «Quisimos que esta carta de presentación fuera diferente, con sonidos diferentes».

## Video musical
El video musical de «Piensa» fue dirigido por Oscar Fernández Roho y grabado en Buenos Aires, Argentina.

## Posicionamiento en listas
| Listas (2018)          | Mejor posición |
| ---------------------- | -------------- |
| Chile (Monitor Latino) | 30             |

## Historial de lanzamiento
| País   | Fecha             | Formato                     | Discográfica     | ref.  |
| ------ | ----------------- | --------------------------- | ---------------- | ----- |
| Varios | 4 de mayo de 2018 | Descarga digital, streaming | Sony Music Chile | [ 1 ] |